# Chamba (Himachal Pradesh)
Pour les articles homonymes, voir Chamba.
Chamba (hindi : चंबा) est une ville de l'État de l'Himachal Pradesh en Inde, capitale du district de Chamba.

## Géographie
Chambâ se trouve dans la vallée du Ravî à une altitude d'environ 760 m.

### Histoire
L'État princier de Chamba est l'una des rares de l'Inde à avoir gardé une trace écrite notable de son histoire. La liste généalogique de souverains Mushana est ainsi consignée depuis le VIe siècle dans la Vamshavali. La première capitale des Mashana se trouvait à Brahmaputra, aujourd'hui Brahmapur.
Les musulmans ne firent jamais la conquête de la principauté de Chamba. Quelques combats occasionnels, cependant, avec des états musulmans voisins causèrent des dégradations rarement sérieuses et jamais irréparables.
Même les empereurs moghols firent face aux problèmes liés aux distances et aux difficultés de communication dans leurs tentatives de conquête. Akbar essaiera d'étendre un contrôle limité sur les Hill States dont Chamba en rattachant ses États aux terres fertiles au territoire impérial de Dhauladhar.
Le raja Prithvi Singh fut un favori de Shâh Jahân et il visita la cour impériale plusieurs fois. Il introduisit le style de vie de la cour moghole à ChambA, adopta son architecture et une école de miniatures se développa dans la principauté au cours des XVIe siècle et XVIIe siècle dans le style appelé Pahari.
Aurangzeb, quant à lui, ordonna au raja Chhatar Singh de détruire les temples de la ville, mais en signe de défi, ce dernier les fit couronner de pinacles. Il fut alors convoqué à Delhi pour subir la colère impériale, mais Aurangzeb dut lui-même quitter sa capitale pour le Deccan dont la situation l'occupa jusqu'à la fin de sa vie.
La principauté devient un protectorat britannique en 1846 et rejoint l'Union indienne le 15 avril 1948.

### Dirigeants: Rajas
- 670 - ? :  Meru Verman
- 920-940 :  Sahila Verman
- 940 - ? :  Yugakar Verman
- ? - ? :  Vidagdha Verman
- ? - ? :  Dodaka Verman
- ? - ? :  Vichitar Verman
- ? - ? :  Dhairya Verman
- ? - ? :  Salavahana Verman
- ? - ? :  Soma Verman
- ? - ? :  Asata Verman
- 1105-1118 : Jasata Verman
- 1118-1120 : Dhala Verman
- 1120 - ? : Udaya Verman
- 1475-1512 : Anand Verman
- 1512-1559 : Ganesa Verman
- 1559-1586 : Pratapsingh Verman
- 1586-1589 : Vir Vahnu Verman
- 1589-1641 : Balbhadra Verman
- 1641-1664 : Prithvi Singh
- 1664-1690 : Chhatar Singh
- 1690-1720 : Udai Singh
- 1720-1735 : Ugar Singh
- 1735-1748 : Dalel Singh
- 1748-1764 : Umed Singh
- 1764-1793 : Raj Singh
- 1793-1808 : Ajit Singh (1775-1808)

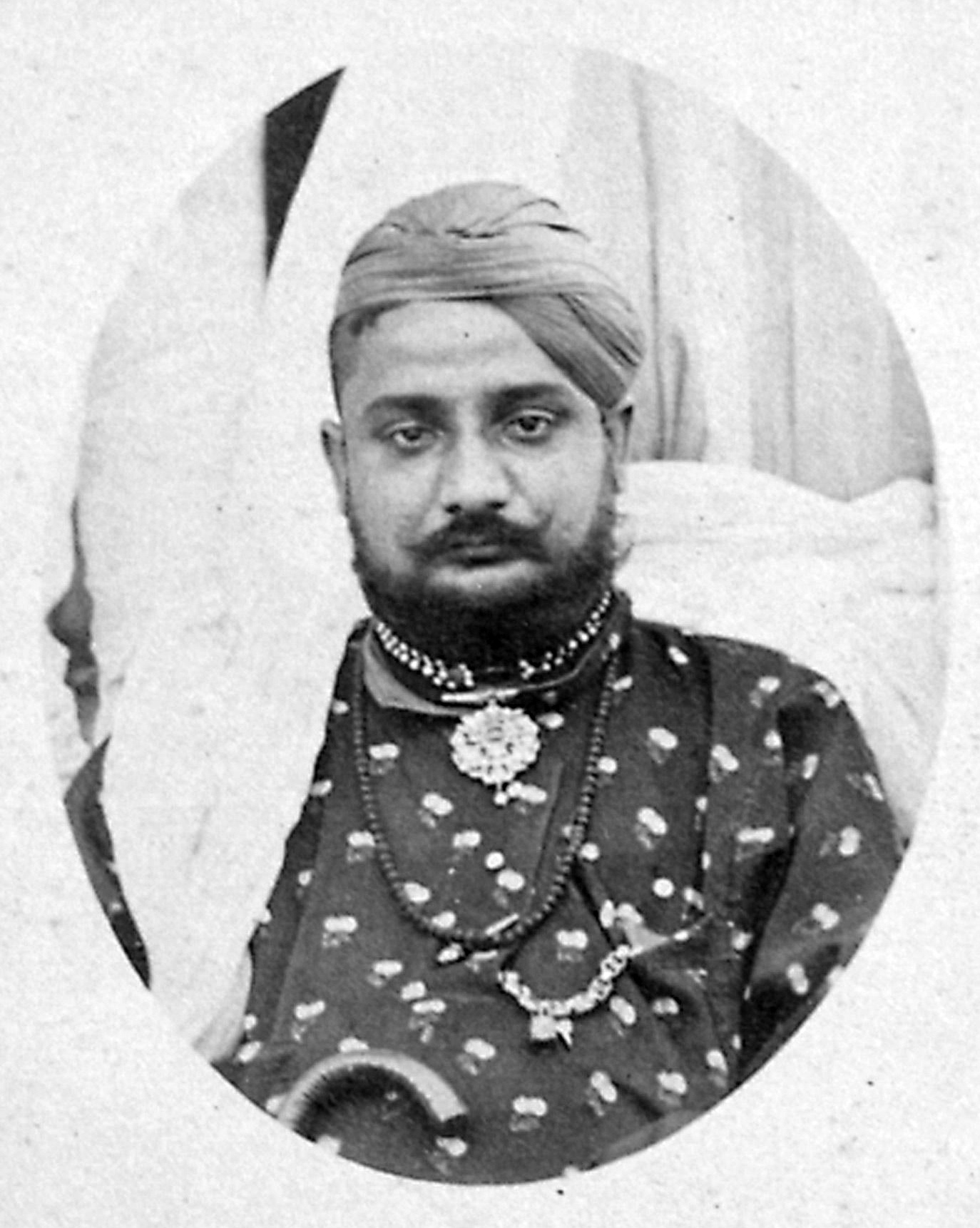
Le râja Gopal Singh (1839-1895)

- 1808-1843 : Charhat Singh (1802-1843)
- 1843-1870 : Shri Singh (1838-1870)
- 1870-1873 : Gopal Singh (1839-1895)
- 1873-1905 : Sham Singh (1866-1905)
- 1905-1919 : Bhuri Singh (1869-1919)
- 1919-1935 : Ram Singh (1890-1935)
- 1935-1948 : Tikka Lakshman Singh (1924-1971)

### Lieux et monuments
Chambâ conserve des débuts de son histoire six temples anciens dédiés à Shiva et à Vishnou qui ont échappé à la fureur iconoclaste des Moghols ainsi que d'autres monuments parmi lesquels :
- le temple Champavati, dédié à la déesse Dourgâ
- le temple Lakshmi Narayan
- le temple Chamunda Devi
- le palais Akhand Chandi
- le musée Bhuri Singh

### Divers
Les habitants de la vallée parlent le Chamba-lahuli, un dialecte tibéto-birman.

## Galerie

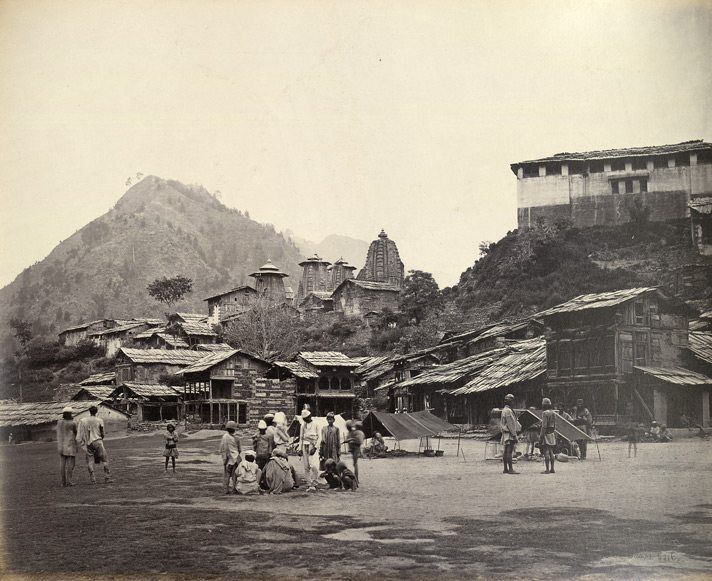
La place du marché et le temple de Chamunda Devi en arrière-plan vers 1865
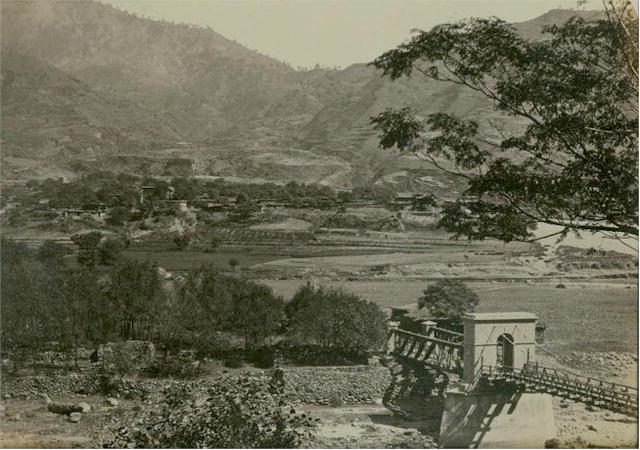
La vallée de Chambâ vers 1865
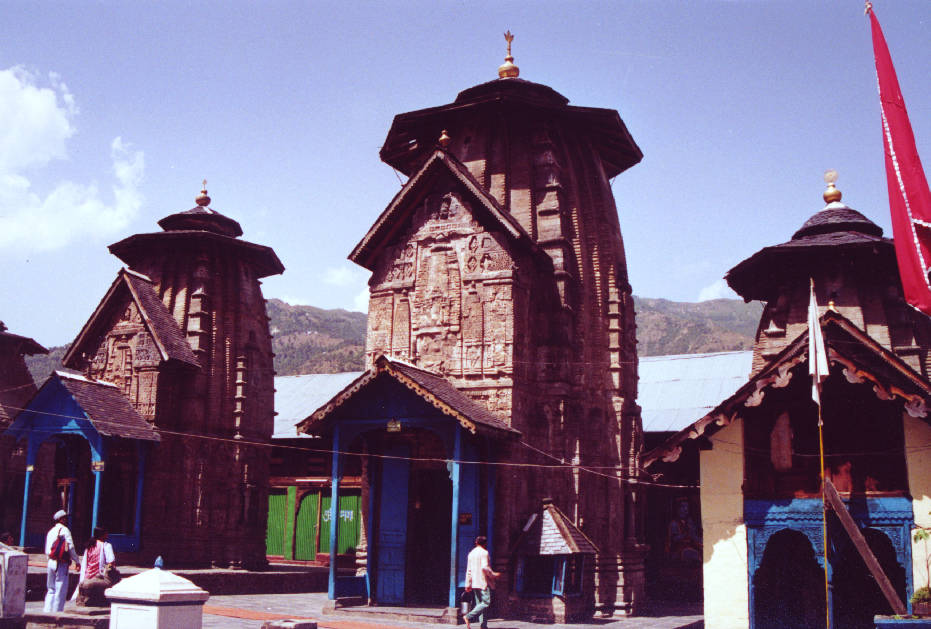
Le temple Lakshmi Narayan
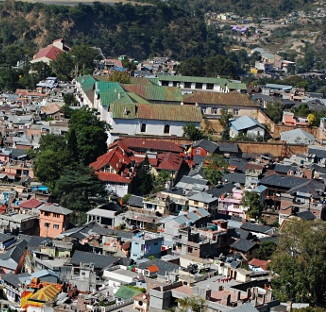
Le palais Akhand Chandi